# زعمة (ريمة)

تعديل مصدري - تعديل

قرية زعمه هي إحدى قرى عزلة بني يعفر الواقعة ضمن
مديرية مزهر التابعة لمحافظة ريمة،
بلغ تعداد سكانها (995) نسمة حسب تعداد اليمن لعام 2004.

## المحلات التابعة للقرية
| - مصدى السافل - عصمان - القفرة - العصرة - التراحه - المجعاره - زعمه العالية - المقطر - جبل رجب - الحضراء - السرة - الجفنة - جراجر | - ضهرة الجبلة - ضهرة السعادة - شعب ناجي - مصدى العالي - الغبرة - بيت الصفاء - جورقب - العارضه - الطواله - فلعه العالية - فلعه السافله |

## روابط خارجية
- الدليل الشامــل